# Śwignajno Małe
Śwignajno Małe – wieś w Polsce, położona w województwie warmińsko-mazurskim, w powiecie piskim, w gminie Ruciane-Nida
Miejscowość leży na południowym krańcu Mazurskiego Parku Krajobrazowego w pobliżu drogi wojewódzkiej nr 610. Wchodzi w skład sołectwa Śwignajno.
Do 2024 r. miejscowość była przysiółkiem wsi Ładne Pole. W latach 1975–1998 przysiółek administracyjnie należał do województwa suwalskiego.